# 横根沼
横根沼（よこねぬま）は、埼玉県さいたま市岩槻区（柏崎地区）にかつて所在していた沼である。

## 概要
かつて横根沼は綾瀬川の河道内に所在し、綾瀬川の水が流入・流出する沼であった。横根沼は古地図に記されたその形状から掘り上げ田（沼地などの湿地に短冊形の水路を掘り、水路のすぐ隣にその土を寄せ水面より高い場所を設け、水路と土盛りした場所を交互に整備した農地）として開発されていたと推測される。また、横根沼の南西には同様の形状の膝子沼も所在していた。今日では綾瀬川の河川改修、昭和30年代後半の耕地整理を経て区画の整備された通常の水田となり、かつての沼地の面影はほぼ姿を消している。。

## 所在地
- 埼玉県さいたま市岩槻区大字横根[5]

## 周辺
- 東北自動車道
- 国道122号（岩槻街道）
- 綾瀬川
- 膝子沼